# 大牟田市立天領小学校
大牟田市立天領小学校（おおむたしりつてんりょうしょうがっこう）は、福岡県大牟田市に所在する公立小学校。

## 所在地
- 大牟田市天領町1丁目145番地1

## 沿革
- 2010年（平成22年）4月 - 大牟田市立川尻小学校・大牟田市立諏訪小学校の統廃合により、旧川尻小学校跡地に開校

## 通学区域
白金町、長田町、若宮町（駛馬小学校通学区域以外の区域）、八江町、右京町、田端町、山下町、延命寺町、片平町、三川町1丁目、諏訪町1丁目、諏訪町2丁目、諏訪町3丁目、天領町1丁目、天領町2丁目、西港町1丁目、西港町2丁目（みなと小学校通学区域以外の区域）、新港町（みなと小学校通学区域以外の区域）、千代町、小川町、岬町

## 周辺
- 鹿児島本線
- 国道208号
- イオンモール大牟田
- 諏訪川
- 三池港
- 三井港倶楽部
- 三井三池炭鉱三川坑跡